# Risicoltura

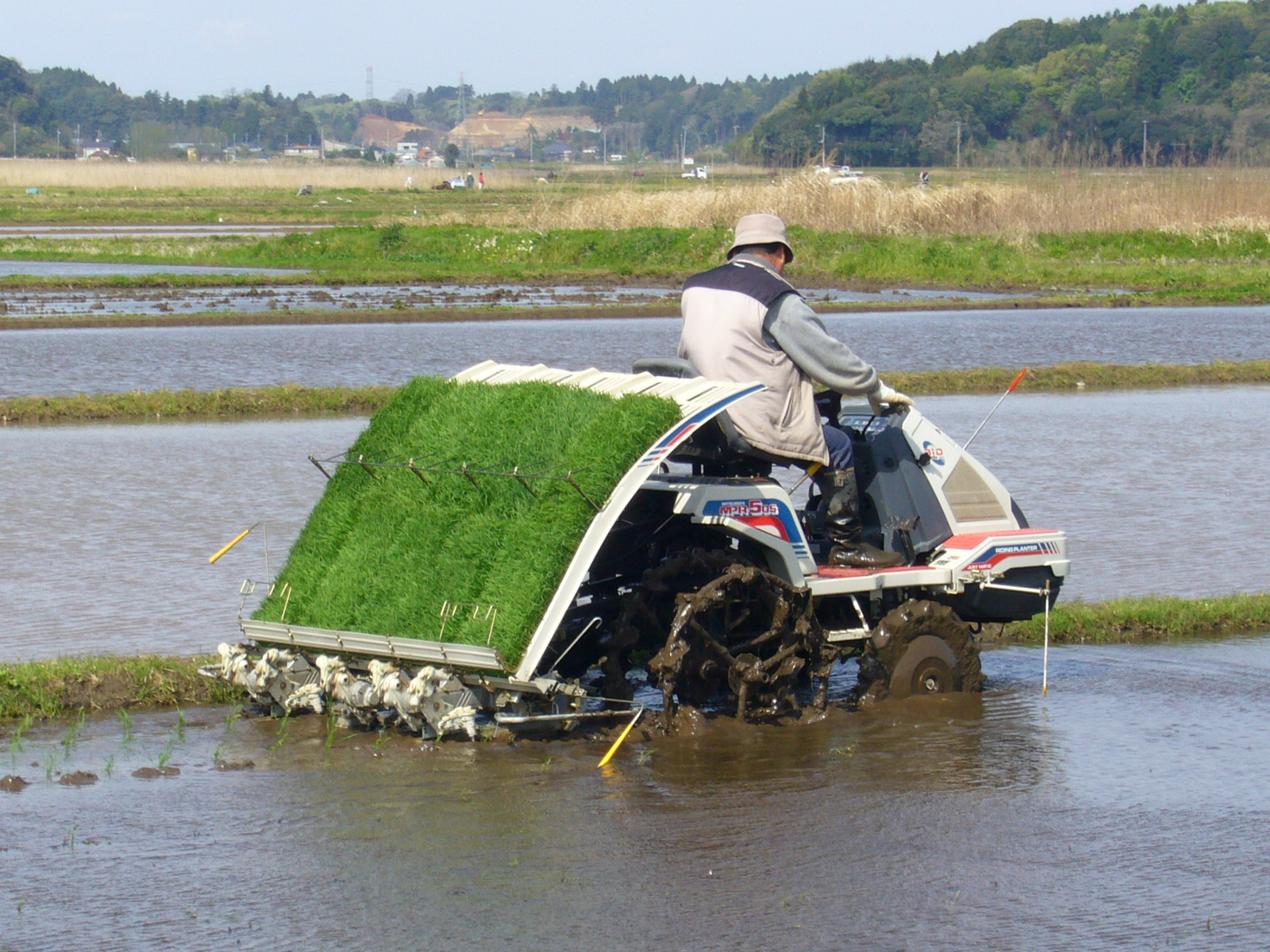
Macchinario per la piantumazione del riso in Giappone.

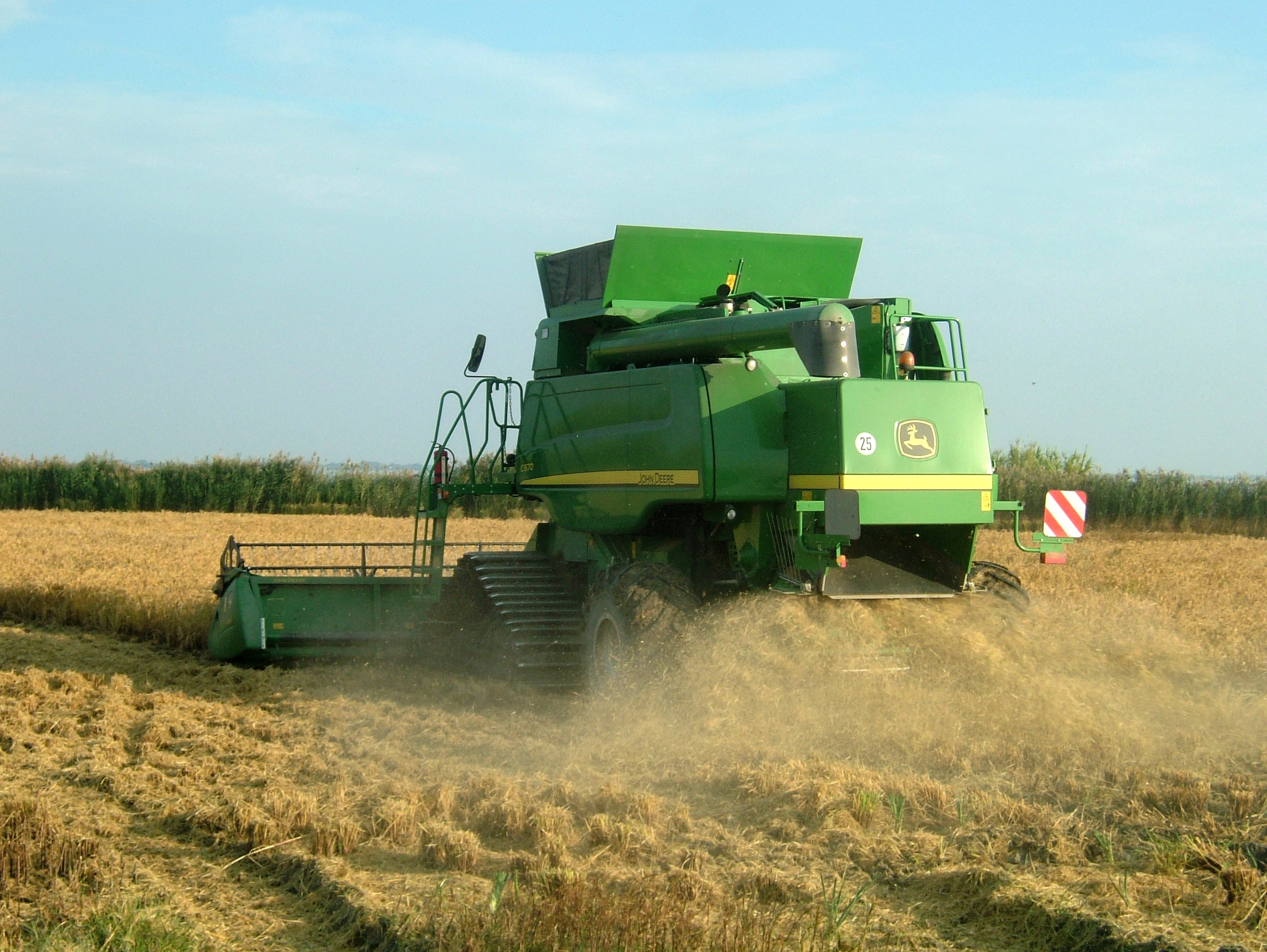
Raccolta del riso in Camargue.

La risicoltura è la coltivazione del riso, la principale risorsa alimentare di base dell'umanità, specialmente in Asia, seguita da grano e mais, ed è presente in ogni continente (ad eccezione dell'Antartide) e nelle più diverse zone climatiche del pianeta. Più di tre miliardi di persone si alimentano quotidianamente con questo cereale, e per numero di addetti la sua coltivazione rappresenta la maggiore attività economica mondiale. La produzione mondiale di riso si è attestata negli anni '10 del XXI secolo oltre i 600 milioni di tonnellate, mentre la superficie coltivata supera i 150 milioni di ettari.
Delle circa venti specie del genere Oryza, solo due sono coltivate: la più diffusa Oryza sativa, di origine asiatica, nelle sottospecie indica, javanica e japonica, e Oryza glaberrima, di origine africana. Principali produttori mondiali sono Cina e India, che ne sono anche i maggiori consumatori.
Le origini della coltivazione del riso in epoca neolitica (e la sua domesticazione a partire da specie selvatiche) sono oggetto di studio; tuttavia lo sviluppo della risicoltura si può far risalire con certezza al 5000 a.C. nell'area della Cina meridionale, e durante il IV millennio in Indocina, nella Cina settentrionale e nella valle dell'Indo.

## Tecniche colturali

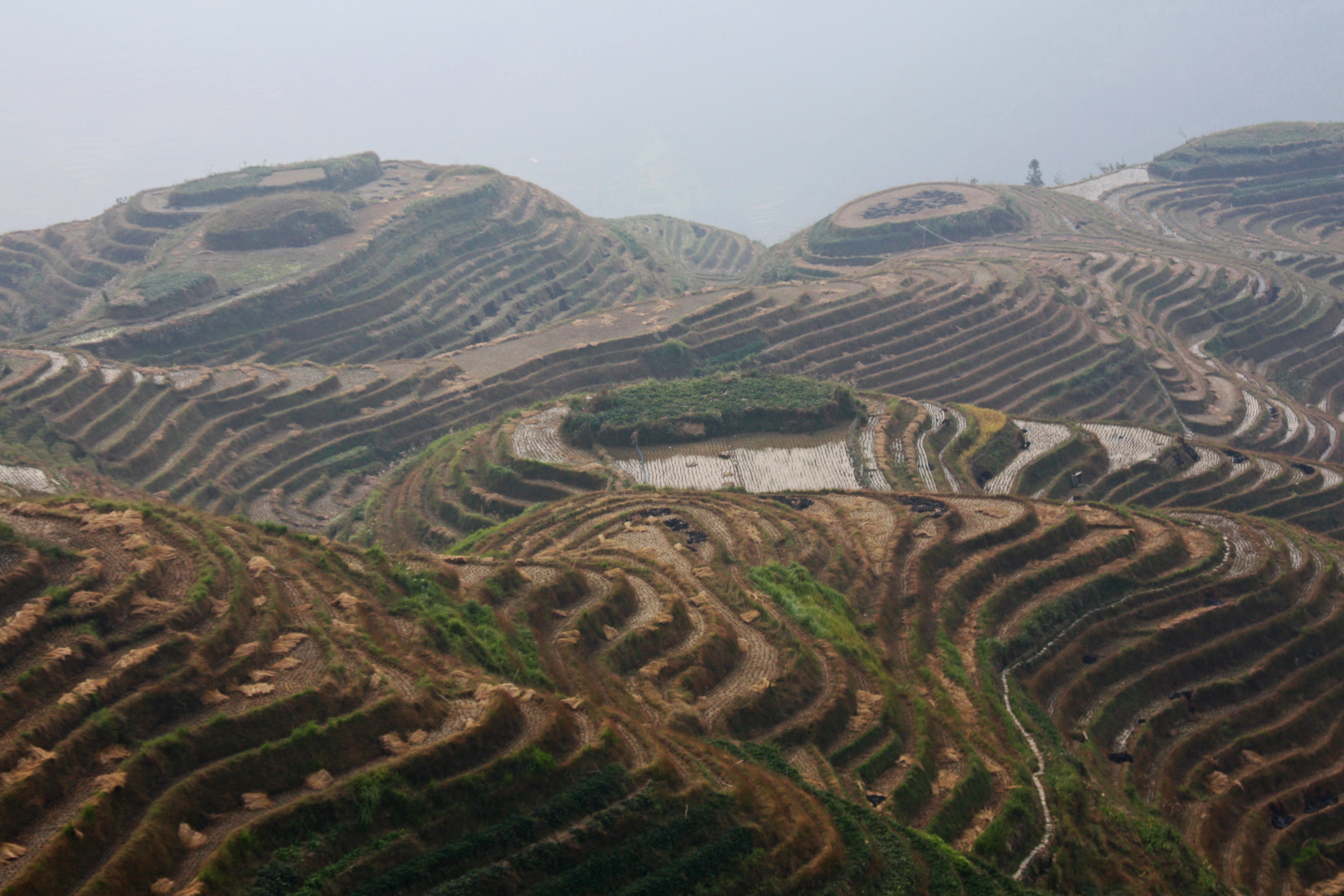
Terrazze tradizionali per la risicoltura nei dintorni di Guilin

Il riso, generalmente coltivato in monocoltura, richiede grandi quantità di risorse idriche; a seconda del sistema adottato e della disponibilità di irrigazione, le piante di riso possono essere coltivate in diversi modi:
- Su terreno asciutto, venendo sommerse per non più di pochi giorni dalle precipitazioni (sistema pluviale); è il modo più semplice e con minore utilizzo di acqua ma non garantisce che una scarsa produzione.
- In risaie che possono essere inondate tramite la costruzione di argini, lasciando che l'acqua pluviale si immetta nei campi di riso (sistema inondato); questo consente una maggiore produttività ma non c'è un reale controllo sul livello e la quantità di acqua a disposizione.
- In risaie che vengono sommerse in modo incontrollato raggiungendo un maggiore livello delle acque, lasciando che i culmi del riso si allunghino fino a "galleggiare" (sistema dell'acqua profonda).
- In risaie che vengono tenute sommerse e coltivate in modo controllato, tramite accorgimenti che mantengano costante il livello dell'acqua nella risaia (sistema irriguo); in quest'ultimo caso (che rappresenta oltre il 70% della produzione mondiale) il livello dell'acqua può variare da 5 a 10 cm, e richiede una attenta regimazione delle risorse idriche,  impianti di irrigazione e un elevato apporto di mezzi di produzione[3].

### Coltivazione tradizionale

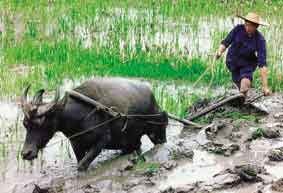
Aratura con i bufali in India

La lavorazione del terreno nella risicoltura tradizionale è caratterizzata ancora oggi da animali da soma e dall'uso dell'aratro, con il quale si incorporano nella terra anche i residui vegetali e il letame bovino. Le zolle di terra rivoltate vengono accuratamente frantumate con gli erpici: quanto più la struttura granulare della terra è omogenea, tanto più regolarmente potranno essere ripartite le sementi. Infine il campo viene spianato. Gli argini vengono controllati e liberati dalle erbacce.
Il terreno per la coltura è sempre perfettamente livellato, diviso in vasche più o meno grandi, dette camere, mediante piccoli argini di terra. Le camere possono essere allagate prima o dopo la semina delle cariossidi di riso, a seconda del sistema adottato. Nella risicoltura tradizionale dell'estremo oriente è consueta la coltivazione a terrazze di piccole dimensioni, costruite con grande impiego di forza lavoro e progettate per economizzare e irreggimentare l'acqua piovana. Le precipitazioni, raccolte dalla ubicazione più elevata, vengono arginate tramite dighe e l'acqua dei fiumi viene deviata intervenendo sul decorso. Spesso, l'acqua deve essere addotta ai campi tramite canalizzazioni o altri sistemi di approvvigionamento d'acqua, in alcuni luoghi viene anche semplicemente prelevata con dei secchi dai fiumi, dai laghi o da serbatoi, e portata ai campi.
Al momento del raccolto, le spighe vengono mietute a mano con le falci e quindi fatte essiccare al sole, sciolte o in covoni. Nella fase di trebbiatura, le spighe vengono battute sul terreno o su supporti di legno. Quindi, i chicchi così ricavati vengono spulati, ovverosia gettati in aria con dei cesti piani, in modo che il vento porti via la pula (i cascami) più leggera.

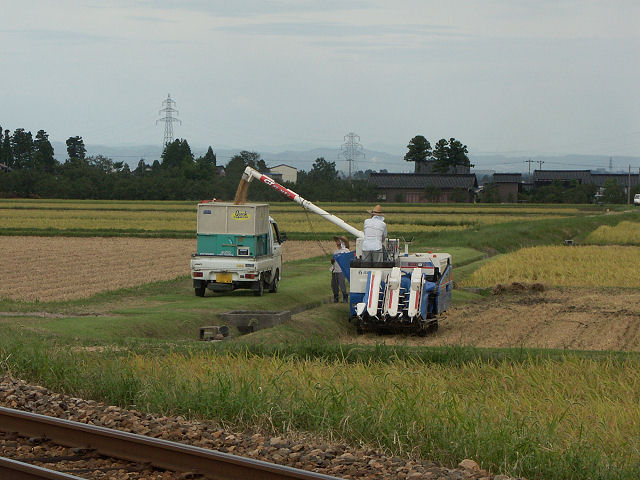
Raccolta meccanizzata

### Coltivazione moderna

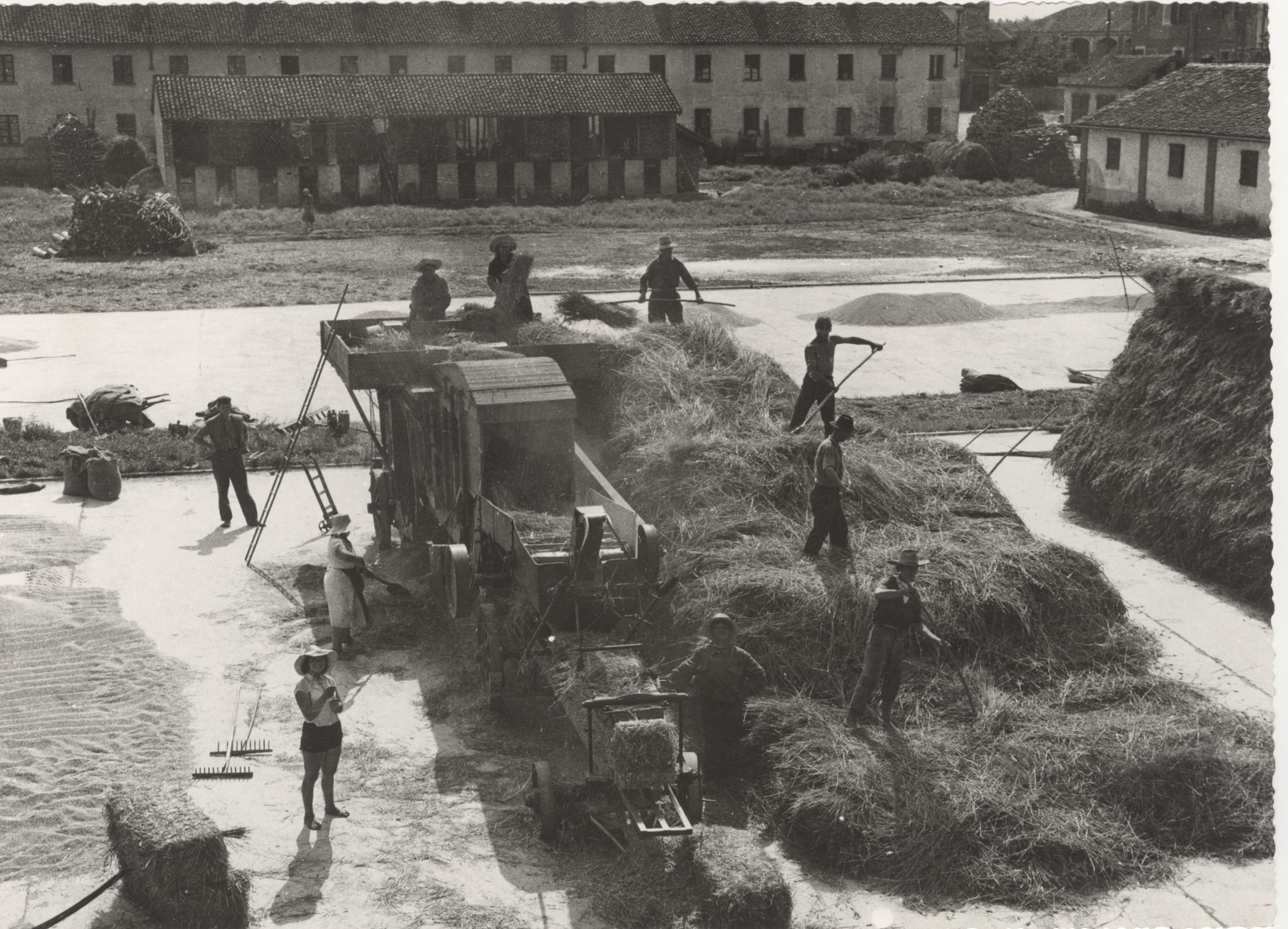
Trebbiatura del riso nel 1959

Con la moderna agricoltura meccanizzata, l'estensione di ogni camera è stata progressivamente aumentata, per permettere la lavorazione a macchinari sempre più efficienti, fino a raggiungere alcuni ettari: il limite alle dimensioni è determinato dalle condizioni di allagamento e prosciugamento delle risaie, che diventerebbe difficoltoso oltre un certo limite. Il terreno è perfettamente livellato, con macchinari a controllo laser, evitando ogni pendenza; con l'aratro o con appositi assolcatori vengono effettuati un numero più o meno alto di solchi longitudinali di scolo delle acque, a seconda della permeabilità del terreno, e vengono messe in comunicazione fra loro le camere della risaia per permettere una irrigazione ottimale. Dopo la livellatura si applica una erpicatura e (dopo la sommersione) una rigatura del terreno, per rendere possibile la successiva semina.
La raccolta si effettua tramite mietitrebbiatrici che tagliano le spighe e separano immediatamente la granella dalle parti di scarto.

### Arte tanbo
In Giappone dalla fine del XX secolo si è sviluppata l'arte tanbo, una forma di land art che, sfruttando le diverse tonalità di colore delle foglie di varietà di riso differenti, crea nei campi disegni di grandi dimensioni. Queste opera hanno un forte richiamo turistico.